# Muracciole
Muracciole (korziško U Muracciole) je naselje in občina v francoskem departmaju Haute-Corse regije - otoka Korzika. Leta 2012 je naselje imelo 43 prebivalcev.

## Geografija
Kraj leži v osrednjem delu otoka Korzike znotraj naravnega regijskega parka Korzike, 22 km južno od Cort.

## Uprava
Občina Muracciole skupaj s sosednjimi občinami Casanova, Poggio-di-Venaco, Riventosa, Santo-Pietro-di-Venaco, Venaco in Vivario sestavlja kanton Venaco s sedežem v Venacu. Kanton je sestavni del okrožja Corte.

## Zanimivosti
- renesančni dvorec Château de Muracciole,
- župnijska cerkev Marijinega Vnebovzetja iz 17. stoletja.